# Avenue des Bécassines (Auderghem)
Pour les articles homonymes, voir Avenue des Bécassines.
L'avenue des Bécassines (en néerlandais : Watersneppenlaan) est une rue bruxelloise de la commune d'Auderghem qui relie l'avenue du Kouter à l'avenue des Mésanges.La numérotation des habitations va de 7 à 35 pour le côté impair et de 6 à 40 pour le côté pair.

## Historique et description
En 1936, les frères et entrepreneurs Tedesco obtinrent l’autorisation de tracer deux nouvelles rues dans le quartier du Kouter :
- l'avenue des Bécassines ;
- l'avenue des Martinets,

à condition d’aménager également la partie de l’avenue du Kouter située entre l’avenue Isidore Geyskens et le prolongement de l’avenue des Citrinelles.
Il fut satisfait à cette condition en 1937 et le 7 mai 1937 et le collège put baptiser la voie « avenue des Bécassines » vu qu'elle s'intégrait dans le quartier du Chant d'Oiseau.

### Origine du nom
Elle porte le nom de la bécassine un oiseau de la famille des Scolopacidae.

## Galerie

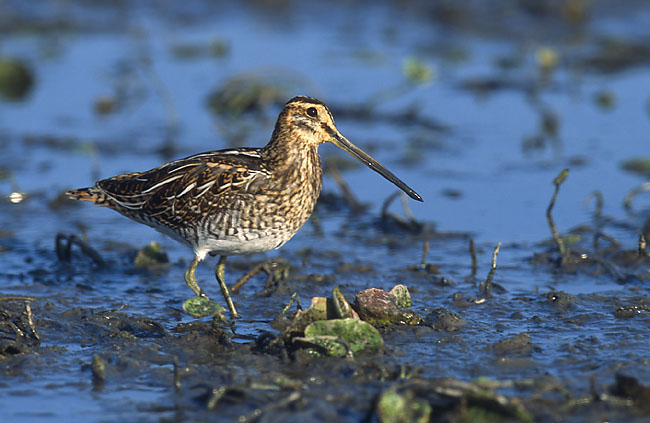
Oiseau bécassine